# Dospatski prochod
Dospatski prochod (bulgariska: Доспатски проход) är ett bergspass i Bulgarien.   Det ligger i regionen Pazardzjik, i den sydvästra delen av landet, 120 km sydost om huvudstaden Sofia. Dospatski prochod ligger 1 564 meter över havet.
Terrängen runt Dospatski prochod är huvudsakligen kuperad, men söderut är den platt. Närmaste större samhälle är Sărnitsa, 13,3 km sydväst om Dospatski prochod. 
I omgivningarna runt Dospatski prochod växer i huvudsak barrskog. Runt Dospatski prochod är det glesbefolkat, med 15 invånare per kvadratkilometer.